# Sarah Hendrickson
Sarah Hendrickson (Salt Lake City, 1 de agosto de 1994) é uma saltadora de esqui estadunidense. Venceu a primeira edição da Copa do Mundo de Salto de Esqui para mulheres, na temporada 2011-2012, e foi campeã mundial na pista normal em Val di Fiemme 2013.